# Miguelisti

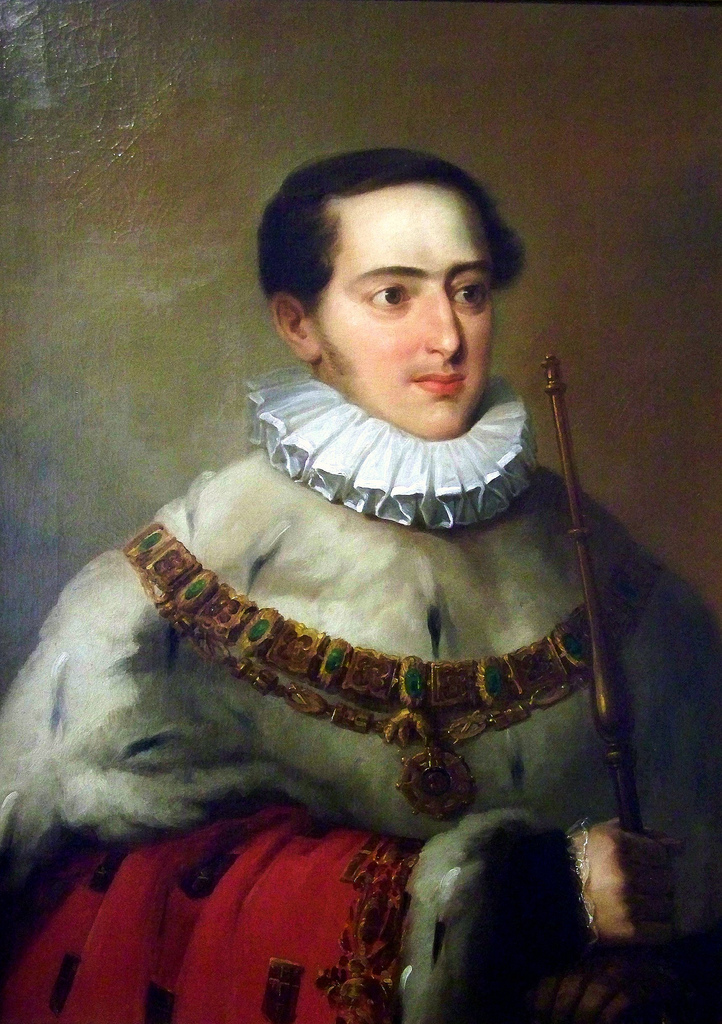
Re Michele I del Portogallo

Nella storia del Portogallo per Miguelista si intende un sostenitore del re Michele e delle sue idee ultrarealiste e assolutiste.
I Miguelisti si opponevano alle idee liberali che avevano incominciato a circolare nella vita politica portoghese a partire dalla rivoluzione di Oporto del 1820. I liberali portoghesi (sia i più radicali “setembristas” sia i più moderati “cartistas”) spingevano per la creazione di una monarchia costituzionale ed erano rappresentati dal re Pietro IV del Portogallo che nel 1826 aveva abdicato in favore di sua figlia Maria II per incoronarsi imperatore del Brasile.
Lo scontro tra i miguelisti e i liberali portò alle cosiddette Guerre Liberali o guerra civile portoghese del 1828-1834.